# NGC 979
NGC 979 este o galaxie lenticulară situată în constelația Eridanul. A fost descoperită în 18 octombrie 1835 de către John Herschel. Se află la o distanță de 49,66 de megaparseci de Pământ.